# حديقة آل فينزي كونتيني (فلم)
حديقة آل فينزي كونتيني (بالإنجليزية: The Garden of the Finzi-Continis) هو فيلم دراما تم إنتاجه في إيطاليا وصدر في سنة 1970. الفيلم من إخراج فيتوريو دي سيكا.

## بطولة
- فابيو تيستي

### ترشيحات وجوائز
| السنة | الحدث  | الفئة           | النتيجة  |
| ----- | ------ | --------------- | -------- |
|       | أوسكار | أفضل فيلم أجنبي | فـــــوز |

## وصلات خارجية
- مقالات تستعمل روابط فنية بلا صلة مع ويكي بيانات